# Ursula Fesca

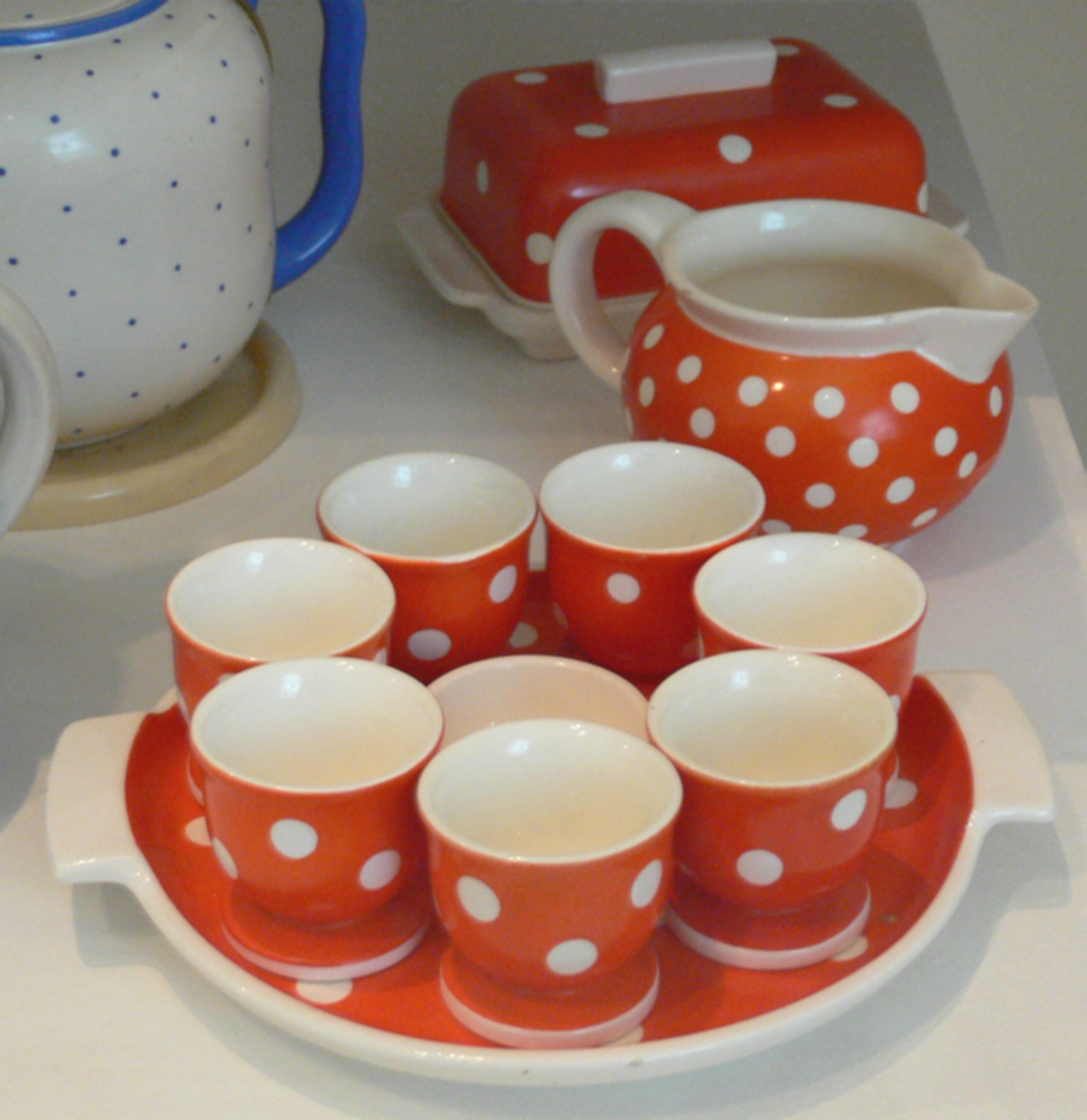
Haarlem mit Dekor 2873 (später als Polka oder Dots & Co vertrieben): Eierbecher mit Tablett, Steingut lasiert, Waechtersbach, 1930er Jahre. Entwurf: Ursula Fesca. Inventar-Nr. VK 1989/343-1-9, Landesmuseum Württemberg, Museum der Alltagskultur in Württemberg

Ursula Fesca (* 1. März 1900 in Hohenbucko in der Provinz Sachsen; † 9. Juni 1975 in Schlierbach in Hessen) war eine deutsche Keramikerin.
Sie prägte den keramischen Zeitgeschmack der 1930er und 1950er Jahre. Ihre Bedeutung wird bewusster, da sich die Forschung sowohl in einem „Forschungsprojekt Ursula Fesca“ und auch im „Projekt Wächtersbach“ mit der Künstlerin beschäftigt. „Drei Ursachen ist es wohl zu verdanken, dass die Bedeutung Ursula Fescas für die Geschichte der modernen Keramikkunst heute bewusster geworden ist: die Wiederentdeckung ihrer Arbeiten für die Keramikfabrik Elsterwerda durch die Kunsthistorikerin Karla Bilang, das Auffinden und Zugänglichmachen ihres künstlerischen Nachlasses aus dem Besitz der Familie und das gestiegene Fach- und Sammlerinteresse an ihren Stücken, auch und besonders durch das Internet. Die gewachsene Aufmerksamkeit für ihr Wirken dokumentieren die Ausstellungen, die in den letzten Jahren ihr Werk oder Aspekte ihres Werks innerhalb größerer Zusammenhänge zeigten.“

## Leben

### Herkunft
Ursula Fescas Vater, Adolf Fesca, stammte aus Berlin und hatte Forstwirtschaft in Eberswalde studiert. Ihre Mutter, Margarete, geborene Philippi, stammte aus einem Offiziershaushalt. Ursula Fesca hatte zwei Brüder und drei Schwestern. Sie ist das zweite Kind und die älteste der Schwestern. Neben dem großen Haushalt fand ihre Mutter Zeit, Ölgemälde zu malen. Von ihr hat Fesca wohl auch ihr Talent. Die spätere Künstlerin wuchs in einem bildungsbürgerlichen Haushalt auf und andererseits auch in der Natur, der Forstwelt. Diese war von Gemütlichkeit und Geborgenheit geprägt.

### Ausbildung
1920 begann Ursula Fesca ihr Kunststudium in Dresden. Unter Hermann Harkort spezialisierte sie sich auf der Kunst- und Kunstgewerbeschule schon auf die Fachrichtung Keramik. 1921 setzte sie dieses in Berlin, an der Kunstschule des Vereins der Berliner Künstlerinnen, einer Zeichen- und Kunstgewerbeschule fort. Aus dieser Zeit sind Kohle- und Bleistiftzeichnungen vorhanden, die wohl im Zusammenhang mit dem Verein der Berliner Künstlerinnen entstanden sind. Da es wohl noch an einer beruflichen Zielsetzung fehlte, machte sie 1923/24 eine Ausbildung im Akt- und Portraitzeichnen bei Willi Jaeckel.

## Künstlerisches Schaffen

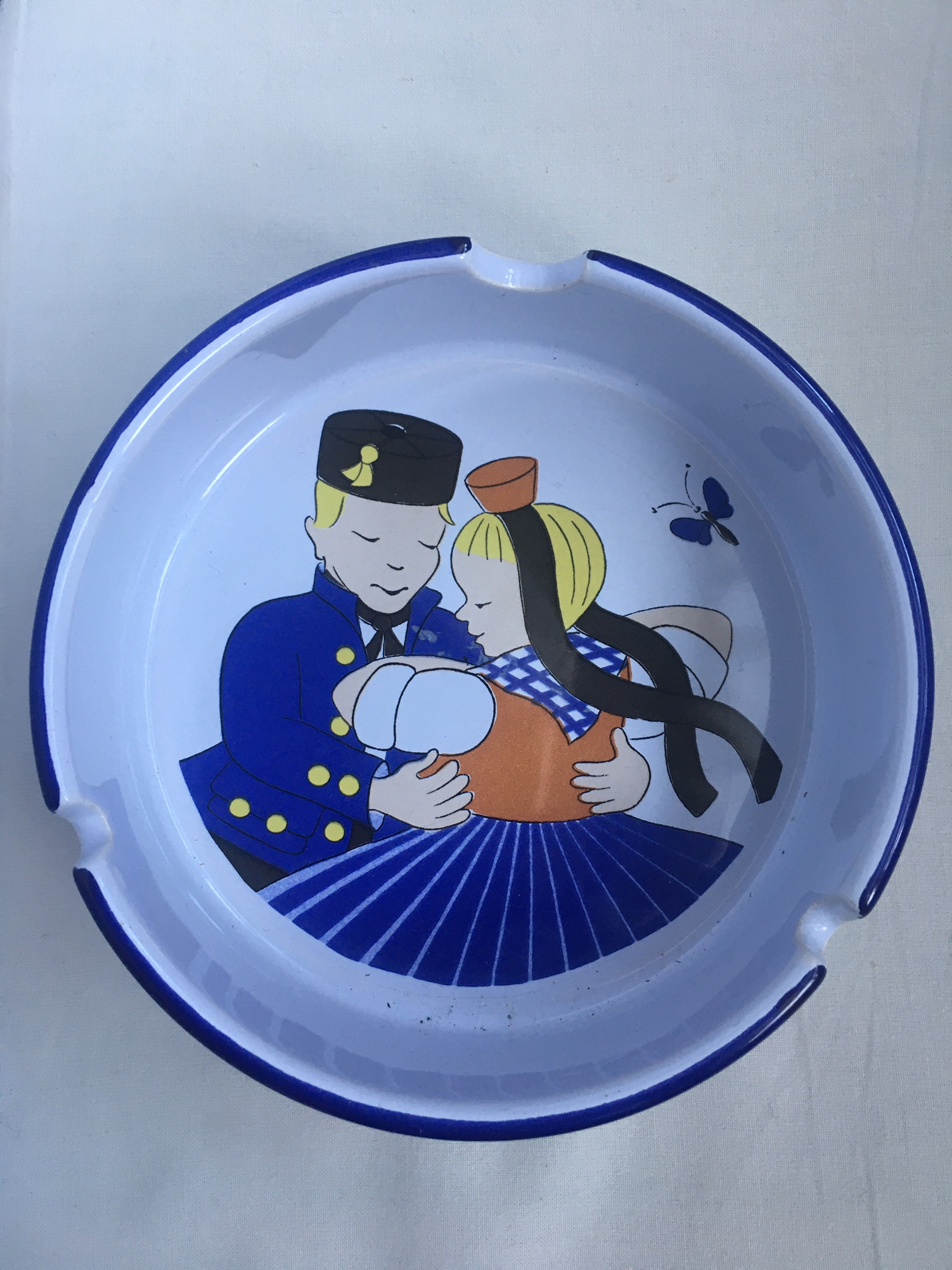
Waechtersbacher Keramik, Dekor-Tanzendes Hessenpaar, Design Ursula Fesca

1924 begann die Künstlerin ihr keramisches Schaffen als kunstgewerbliche Leiterin. In den Jahren 1924 bis 1928 erstellte Fesca Entwürfe für die Steingutfabrik Velten-Vordamm. Da ihre Entwürfe zunächst noch nicht namentlich, mit dem später benutzten  „F“ gekennzeichnet sind, können sie ihr nur schwer zugewiesen werden. Dennoch belegt das „Modellbuch der Vordammer Steingutfabrik von 1927/1928 … etwa 90 Fesca –Entwürfe“. Sicher ist auch, dass sie von Theodor Bogler, der als künstlerischer Leiter in der Fabrik tätig und ein Bauhausschüler unter Walter Gropius war, stark beeinflusst wurde. Ziel war es, industrielle Keramik mit hohem Anspruch zu entwerfen und zu fertigen.
1928 entwarf sie für die Steingutfabrik in Elsterwerda. Keramikzeitungen aus dieser Zeit weisen Ankreuzungen auf, so dass man wohl darauf schließen kann, dass es sich bei den angekreuzten Artikeln um ihre Entwürfe handelt. Einige Entwürfe aus dieser Zeit fanden sich im Archiv der Waechtersbacher Keramik. Dort wurden sie dann nach einer Überarbeitung hin zu einem klareren Ausdruck auch hergestellt.
1931 begann in Schlierbach in der Waechtersbacher-Keramik-Fabrik ihre erfolgreichste Schaffensperiode als leitende Form- und Dekorgestalterin. Sie schuf neue Formen, probierte neue Techniken aus und schaffte damit Klassiker der keramischen Haushalts- und Kunstprodukte. Bei vielen Produkten ist den Nutzern sicherlich nicht bewusst gewesen, dass sie von Ursula Fesca stammen, weil sie Standard waren. Als in der Zeit des Nationalsozialismus die Reichskulturkammer zunehmenden Einfluss auf Produktion und Zeitgeschmack nahm und avantgardistische Modelle als entartet gebrandmarkt wurden, „wandte sich Fesca einer anderen Produktionslinie zu. Florale, oftmals schlichte Dekore und Rillendekore bestimmten nun die Produktion der sogenannten Volksdeutschen Heimatkunst“. Hier ist auch das tanzende Hessenpaar, das noch in den 1980er Jahren hergestellt wurde, einzuordnen. Die Waechtersbacher Keramik wurde in der Zeit Fescas zum größten Keramikhersteller Deutschlands, der dann ab 1960 auch in die Vereinigten Staaten exportierte. Zu den Klassikern gehören zum Beispiel das Haarlem-Service, die Teegeschirre „Düsseldorf“, „Bonn“ und „Duisburg“ oder auch das Pisa-Muster. 1938 erhielt Fesca eine Auszeichnung für besondere Verdienste auf der ersten internationalen Handwerksausstellung.
Ursula Fesca hat sich aus der Gemütlichkeit und Geborgenheit ihrer Atmosphäre in der Kindheit emanzipiert und arbeitete nun abstrakt, sachlich, schlicht und streng in der Form. „Ihr kreativer Schwerpunkt lag auf moderner Oberflächenbehandlung mittels innovativer Techniken wie Schablonendekoren, Mattglasuren und Krakeleeglasuren.“
1939 erkrankte Fesca an Typhus und kurierte ihre Erkrankung in Blankenburg im Harz. 1947 bis 1965 arbeitet sie erneut mit freier Hand für die Waechtersbacher Steingutfabrik.
Neben ihrem keramischen Schaffen sind aus dieser Zeit auch Zeichnungen, Scherenschnitte, Transparente und Bildgeschichten vorhanden, die oft ironisch und satirisch waren. Als Vorbilder dienten ihr dabei wohl Wilhelm Buschs Tierzeichnungen und die Kinderbücher der Sibylle von Olfers. Dieser ironisch, satirische Stil findet sich auch auf den sogenannten „Hessentellern“ und auf vielen Karten, die sie Menschen in Schlierbach zu verschiedenen Anlässen hat zukommen lassen. Denn „obwohl Ursula Fesca eine international anerkannte Künstlerin war, war sie doch auch eine Schlierbacherin – geworden. Die Schlierbacher kannten sie und sie kannte viele von ihnen. Bei besonderen Anlässen pflegte sie Grußkarten zu zeichnen um sie zu verschenken.“. Sehr populär waren auch Fesca hessische Trachtenmotive.
Einen Überblick über Fescas Entwürfe aus der Zeit vor und nach dem Kriege, geben auch die spät gefundenen Objekte, die  „in der Keramikfabrik verborgen in Regalen lagen“. Sie zeigen die ganze Vielfalt ihres Schaffens: „Heile Welt und Märchen, Blumen Obst und Gemüse, …, wechselten mit modernen Entwürfen“. „Ursula Fesca hat mit ihren stilprägenden Form- und Dekorentwürfen über 30 Jahre lang die Produktionslinie der Waechtersbacher Keramik geprägt“.
Ursula Fesca starb am 9. Juni 1975 im hessischen Schlierbach, ein Ortsteil der Gemeinde Brachttal im Main-Kinzig-Kreis. Sie wurde auf dem Friedhof von Wittgenborn (Wächtersbach) beigesetzt.

## Ursula Fesca in der zeitgenössischen Kunst
Der Künstler Tilo Schulz verbindet in seiner Leipziger Ausstellung „FORMSCHÖN“ in der Galerie für Zeitgenössische Kunst in Leipzig im Jahr 2007 die ehemaligen Gegner „Figuration und Abstraktion“, „Realismus und Formalismus“ miteinander und versucht sie zu verschmelzen. Er bringt die Moderne mit Keramiken von Fesca in Verbindung. „Dabei wird eine modernistische Edelstahlskulptur von Schulz zum Sockel der „kunstgewerblichen“ Objekte. Auf diese Weise aktualisiert er die Frage nach der Trennung von autonomer und angewandter Kunst, wie sie selbst heute noch in traditionell fortschrittlichen Institutionen wie dem Museum of Modern Art in New York praktiziert wird. Zwar war das MOMA eines der ersten Häuser im 20. Jahrhundert, die von Beginn an neben Malerei, Skulptur und Zeichnung auch zeitgenössisches Design sammelten, dennoch hielt man eisern an der Separierung von zweckfreier und zweckgebundener Kunst fest. Tilo Schulz unterläuft diese Hierarchisierung, indem er Kunst und Design auf gleicher Augenhöhe platziert und seinen Ausstellungsrundgang mit der Präsentation der Arbeiten von Ursula Fesca enden lässt.“

## Sammlungen
Werke von Ursula Fesca befinden sich u. a. in
- Carnegie Museum of Art, Pittsburgh, Pennsylvania[9]
- Museum der Alltagskultur, Waldenbuch in Württemberg,
- Schlossmuseum Jever[10]
- Lindenhof Keramik-Museum in Streitberg (Brachttal)[11]